# Via Mediolanum-Bilitio
La Mediolanum-Bilitio era una strada romana situata nella Regio XI Transpadana che metteva in comunicazione Mediolanum (Milano) con Bilitio (Bellinzona) o forse anche Curia Raetorum (Coira) passando da Varisium (Varese) e, solo ipoteticamente, da Luganum (Lugano).
La strada, oltre Bellinzona, tramite il Mons Vaium (Passo del San Bernardino) o il Lucomagno, puntava verso Coira e si connetteva ad altre vie commerciali dirette in Rezia e oltre le Alpi.

## Percorso
Il suo percorso iniziava a Mediolanum, dove incrociava la via Gallica, la via delle Gallie, la via Regina, la via Spluga, la via Mediolanum-Bellasium, la via Mediolanum-Brixia, la via Mediolanum-Placentia, la via Mediolanum-Ticinum e la via Mediolanum-Verbannus, uscendo da Porta Jovia e passando poi presso Cagnola e Villapizzone; proseguiva poi attraversando Ad Quartum (Quarto Oggiaro), dove era il quarto miglio, Bollatum (Bollate), Aresium (Arese), Garbaniatum (Garbagnate Milanese), Caronum (Caronno Pertusella), Oleoductus (Origgio), Solomnum (Saronno), Giranzanum (Gerenzano), Turatum (Turate), Cistellacum (Cislago), Mozatum (Mozzate), Carbonaria (Carbonate), Locatum (Locate Varesino), Tradatum (Tradate), Venegonum (Venegono Inferiore), Castrum Stiliconis (Castiglione Olona), Vedanum (Vedano Olona), Lotia (Lozza) e Varisium (Varese).
Solo ipoteticamente, da Varisium la strada romana proseguiva verso Lugano, dove intersecava la via Mala, che metteva in comunicazione Como con Splügen attraverso il passo del San Bernardino; il possibile itinerario poteva essere il seguente: Vallis Ganna (Valganna), Coliatum (Cugliate-Fabiasco), Marchirolum (Marchirolo), Cadelianum (Cadegliano Viconago), Pons Tretiae (Ponte Tresa), Anium (Agno), Luganum (Lugano) e da lì, oltre il Monte Ceneri, raggiungeva Bilitio (Bellinzona).
Nel Medioevo il percorso Milano-Varese prese il nome di Strada da Bolà.